# Johann Franz Budde
Johann Franz Budde (Anklam, 25 giugno 1667 – Gotha, 19 novembre 1729) è stato un teologo luterano tedesco.

## Biografia
Ricevuta una scrupolosa istruzione in lingue classiche e orientali, e sapendo leggere la Bibbia nell'originale, si iscrisse all'Università di Wittenberg nel 1685. Fu nominato professore aggiunto di filosofia, poco dopo la laurea nel 1687 e nel 1689 passò in quella di Jena, dove pose molta attenzione agli studi storici. Nel 1692 fu in quella di Coburgo come professore di greco e latino, e l'anno dopo andò nell'Università di Halle come insegnante di filosofia morale. Vi rimase fino al 1705, anno in cui andò a Jena come secondo professore di teologia: le sue lezioni interessarono tutte le branche di questa scienza, anche gli aspetti filosofici, politici e storici. Stimato da tutti, rimase a Jena per il resto della vita, divenendo anche rettore, direttore del dipartimento di teologia e del consiglio ecclesiastico dal 1715. 
Fu considerato il più esperto teologo tedesco del tempo. Professò in filosofia un eclettismo che si poggiava sulla conoscenza della storia ma riconobbe in Cartesio il maggior filosofo del tempo e attaccò l'ateo Spinoza, seguendo specialmente i sostenitori delle leggi naturali, come Ugo Grozio, Samuel Pufendorf e Christian Thomasius. La sua posizione teologica fu determinata dalla tradizione di Johannes Musäus a Jena, particolarmente attraverso la sua stretta relazione con Johann Wilhelm Baier, ma inclinando anche verso il pietismo. I suoi legami con Spangenberg, Spener e Zinzendorf lo posero in sospetto provocando un'indagine sull'ortodossia della sua dottrina. 
La sua opera fece epoca nella storia della Chiesa luterana, specialmente quella attinente al Vecchio Testamento e l'età apostolica. Nell'insieme, la vita di Buddeus si pone nel periodo di transizione che segue quello della semplice ortodossia; vi appare l'influsso di un'età nuova e di nuovi interessi, ed egli stesso sembra essere consapevole di questo cambiamento. Nella critica biblica è disponibile solo a piccole concessioni, dal momento che un solo versetto mutato mette in discussione tutto l'insieme. Accademico di successo, la sua scrittura è attraente e pregnante.

## Opere
Le sue opere sono più di un centinaio: le più importanti sono gli Elementa philosophiæ practicæ (1697), gli Elementa philosophiæ eclecticæ (1703), le Institutiones theologiæ moralis (1711), l'Historia ecclesiastica veteris testamenti (1715), le Theses theologicae de atheismo et superstitione (1716), scritte contro Spinoza, le Institutiones theologiæ dogmaticæ (1723), le Historische und theologische Einleitung in die vornehmsten Religionsstreitigkeiten (1724), l'Isagoge historico-theologica ad theologiam universam (1727) e l'Ecclesia apostolica (1729), un'introduzione allo studio del Nuovo Testamento.
Le opere di Budde sono state ristampate in 10 volumi di Gesammelte Schriften dall'editore Georg Olms, Hildesheim 1999-2006.